# Oom
Een oom of nonkel (Belgisch-Nederlands), is de broer van iemands vader of moeder. De echtgenoot van een oom of tante wordt een aangetrouwde oom genoemd.
Degene van wie iemand een oom is wordt een neef (man) of nicht (vrouw) genoemd.

## Etymologie
Het woord gaat terug op het Middelnederlandse oem en is verwant met het Oudfriese em, het Oudengelse eam en Oudhoogduitse oheim. De oorspronkelijk betekenis is "moeders broeder".
In Vlaanderen spreekt men ook over nonkel. Dat is etymologisch een assimilatie van het Nederlandse lidwoord "den" met het Franse "oncle". Dit oncle gaat terug op het Latijnse avunculus, dat moeders broeder betekent. Het woord avunculus hangt samen met avus en av(i)a, de Latijnse woorden voor resp. grootvader en -moeder.

## Woordgebruik
Het woord nonkel wordt ook meer algemeen gebruikt voor "vriendelijke (oude) man" en heeft dan ongeveer de waardering die door sommigen wordt gegeven aan "ome" in het noorden van het Nederlandse taalgebied. Een "hoge ome" is daarentegen een hoge pief, een man in een duur pak die zich boven anderen verheven acht, voor wie men echter niet veel respect opbrengt. De uitdrukking wordt ook weleens aangetroffen in de politiek, met name op provinciaal en gemeentelijk niveau, maar weinig in de academische wereld.
Een oom die in het klooster getreden is of priester geworden is, noemt men in katholieke kringen heeroom, naar de oude aanspreektitel voor priesters (eerwaarde of) heer.
Een oudoom of grootnonkel (Vlaams) is een oom van iemands vader of moeder, dus een (al dan niet aangetrouwde) broer van iemands grootvader of grootmoeder.
Een suikeroom of suikernonkel is vaak een rijk familielid van wie men een erfenis verwacht. De benaming suikeroom(pje) of sugardaddy wordt ook wel gebruikt voor een oudere man die jongere vrouwen of mannen probeert te paaien met geld of geschenken.

## Bekende fictieve ooms en nonkels
- Nonkel Fillemon, personage uit de stripreeks Urbanus.
- Nonkel Bob, pseudoniem van de Vlaamse televisiepresentator Bob Davidse.
- Nonkel Jef, personage uit de gelijknamige Vlaamse televisieserie.
- Nonkel Vital, personage uit de Vlaamse stripreeks De Kiekeboes.
- Oom Dagobert, de bijnaam van het personage Dagobert Duck uit de stripverhalen rond Donald Duck.
- Oom Heisa, personage uit de strips rond Donald Duck.
- Oom Henk, personage uit een Nederlandse misdaadkomedie.
- Oom Oswald, personage uit Roald Dahls gelijknamige boek.
- Oom Ponnes, personage uit de Belgische stripreeks Steven Sterk.
- Oom Tompa, Tibetaans folklorefiguur.
- Ome Arie, personage uit de Nederlandse stripreeks Sjors en Sjimmie.
- Ome Gerrit de Postduif, personage uit het Nederlandse televisieprogramma De Fabeltjeskrant.
- Ome Henk, een zogenaamde oom uit een Nederlandse parodie-franchise.
- Ome Jan, de naam waaronder de verzetsstrijders Wolter Heukels en Jan Wikkerink opereerden; bijnaam voor de lommerd; liedje van zowel Willeke Alberti als Harrie Jekkers.
- Onkel Heini (Heinrich Lüders), postbode uit de Duitse televisiereeks Neues aus Uhlenbusch (1977-1982)
- Uncle Ben, personage uit de stripreeks Spider-Man.
- Uncle Deadly, personage uit The Muppet Show.
- Uncle Fester, personage uit The Addams Family.
- Uncle Max, personage uit de gelijknamige televisieserie.
- Uncle Meat, figuur uit Frank Zappa's gelijknamige conceptplaat.
- Uncle Remus, personage uit de Broer Konijn-verhalen van Joel Chandler Harris, die later als Song of the South door de Disney-studio's werden verfilmd.
- Uncle Sam, figuur die de Verenigde Staten van Amerika symboliseert.
- Uncle Tom, hoofdfiguur uit Uncle Tom's Cabin. Afro-Amerikaan die zich onderdanig opstelt richting blanken.
- Ome Willem, bekend van jeugdserie op de Nederlandse televisie jaren 70 en 80.

## Andere gebruiken
Een Dutch uncle is in het Engels iemand die ferme kritiek levert, maar met welwillende en educatieve bedoelingen, als ware hij een oom. De zegswijze is mogelijk ontstaan in de 17e eeuw, toen de betrekkingen tussen Engeland en Nederland wat minder waren, en had oorspronkelijk waarschijnlijk een meer beledigende betekenis.